# Quá trình tạo khóa con Rijndael
Quá trình tạo khóa con trong thuật toán Rijndael (còn gọi là AES – Advanced Encryption Standard) là một phần quan trọng trong việc đảm bảo tính bảo mật của mã hóa. Đây là cách thuật toán tạo ra các khóa con từ khóa chính để sử dụng trong từng vòng mã hóa.

### Các bước tạo khóa con Rijndael (AES)
1. Khởi tạo khóa chính (Key Expansion)
  - Khóa chính có thể có độ dài 128, 192 hoặc 256 bit.
  - Tùy vào độ dài khóa, số vòng mã hóa sẽ là 10, 12 hoặc 14.
  - Mỗi vòng cần một khóa con 128 bit, cộng thêm một khóa ban đầu ⇒ tổng số khóa con là Nr + 1.
2. Chia khóa chính thành các từ (words)
  - Mỗi từ có độ dài 32 bit.
  - Ví dụ: với khóa 128 bit, ta có 4 từ ban đầu.
3. Tạo các từ mới bằng cách lặp (Key Schedule)
  - Sử dụng các phép toán:
    - RotWord: Xoay vòng 4 byte của một từ (đưa byte đầu tiên xuống cuối).
    - SubWord: Áp dụng hàm S-box cho từng byte trong từ.
    - Rcon: Thêm một hằng số vòng (Round Constant) để tăng tính ngẫu nhiên.

  - Từ mới được tạo bằng cách XOR từ trước đó với từ cách nó Nk vị trí (Nk là số từ ban đầu).
4. Lặp lại cho đến khi đủ số từ cần thiết
  - Tổng số từ cần tạo là Nb × (Nr + 1) (Nb = 4 là số cột của khối dữ liệu).
  - Các từ này được nhóm lại thành các khóa con cho từng vòng.

### Ví dụ khoá (AES-128)
- Khóa chính: 128 bit → 4 từ ban đầu.
- Số vòng: 10 → cần 11 khóa con.
- Tổng số từ cần: 4 × 11 = 44 từ.
- Tạo 40 từ mới bằng cách lặp lại quá trình RotWord, SubWord, XOR với Rcon và từ trước đó.